# Ululodes quadripunctatus
Ululodes quadripunctatus is een insect uit de familie van de vlinderhaften (Ascalaphidae), die tot de orde netvleugeligen (Neuroptera) behoort. 
Ululodes quadripunctatus is voor het eerst wetenschappelijk beschreven door Burmeister in 1839.